# NGC 4829
NGC 4829 في الفهرس العام الجديد، هي مجرة، تقع في كوكبة العذراء. اكتشفت في 1882 بواسطة فيلهلم تمبل.

## روابط خارجية
- NGC 4829 على موقع ويكي سكاي: DSS2, SDSS, GALEX, IRAS, Hydrogen α, X-Ray, Astrophoto, Sky Map, Articles and images